# Vidor (Texas)
Vidor ist eine Stadt im US-Bundesstaat Texas in den Vereinigten Staaten und Teil des Orange County in Osttexas. Das U.S. Census Bureau hat bei der Volkszählung 2020 eine Einwohnerzahl von 9.789 ermittelt.

## Geschichte
Das Gebiet wurde nach dem Bau der Texarkana and Fort Smith Railway, die später Teil einer Linie war, die von Kansas City nach Port Arthur, Texas, führte, stark abgeholzt. Die Stadt wurde nach dem Holzfäller Charles Shelton Vidor benannt, Besitzer der Miller-Vidor Lumber Company und Vater des Regisseurs King Vidor. Bis 1909 hatte die Gemeinde Vidor ein Postamt und vier Jahre später wurde eine Straßenbahn der Firma gebaut. Fast alle Einwohner von Vidor arbeiteten für die Firma. 1924 zog die Miller-Vidor Lumber Company auf der Suche nach neuem Holz nach Lakeview, etwas nördlich von Vidor. Eine Siedlung blieb bestehen und die Miller-Vidor Subdivision wurde 1929 angelegt. Vidor galt einst als Hochburg des Ku-Klux-Klan und eine Sundown town.

## Demografie
Nach der einer Schätzung von 2019 lebten in Vidor 10.403 Menschen. Die Bevölkerung teilte sich auf in 98,3 % Weiße, 0,1 % Afroamerikaner, 0,1 % amerikanische Ureinwohner und 1,2 % mit zwei oder mehr Ethnizitäten. Hispanics oder Latinos aller Ethnien machten 8,2 % der Bevölkerung von Vidor aus. Das mittlere Haushaltseinkommen lag bei 43.637 US-Dollar und die Armutsquote lag bei 19,0 % der Bevölkerung.
| Jahr | Einwohner¹ |
| ---- | ---------- |
| 1970 | 9.738      |
| 1980 | 11.834     |
| 1990 | 10.935     |
| 2000 | 11.440     |
| 2010 | 10.579     |
| 2020 | 9.789      |

¹ 1970 – 2020: Volkszählungsergebnisse

## Persönlichkeiten
- Tracy Byrd (* 1966), Country-Sänger